# Timothy J. Campbell

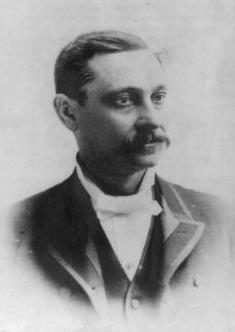
Timothy J. Campbell, um 1870

Timothy John Campbell (* 8. Januar 1840 im County Cavan, Irland; † 7. April 1904 in New York City) war ein US-amerikanischer Jurist und Politiker. Er vertrat zwischen 1885 und 1889 sowie zwischen 1891 und 1895 den Bundesstaat New York im US-Repräsentantenhaus.

## Werdegang
Timothy John Campbell wurde im Januar 1840 im County Cavan geboren. Die Familie Campbell wanderte dann 1845 in die Vereinigten Staaten ein und ließ sich in New York City nieder, wo er öffentliche Schulen besuchte. Er machte eine Lehre zum Drucker. Dann studierte er Jura. Seine Zulassung als Anwalt erhielt er 1869 und begann dann in New York City zu praktizieren. Zwischen 1868 und 1873 sowie in den Jahren 1875 und 1883 saß er in der New York State Assembly. Campbell war zwischen 1875 und 1883 Richter am fünften Bezirksgericht (district civil court) in New York City. Dann saß er in den Jahren 1884 und 1885 im Senat von New York. Politisch gehörte er der Demokratischen Partei an.
Am 3. November 1885 wurde er im achten Wahlbezirk von New York in das US-Repräsentantenhaus in Washington, D.C. gewählt, um dort die Vakanz zu füllen, die durch den Rücktritt von Samuel S. Cox entstand. Nach einer erfolgreichen Wiederwahl erlitt er im Jahr 1888 eine Niederlage und schied nach dem 3. März 1889 aus dem Kongress aus. Als Kongressabgeordneter hatte er den Vorsitz über das Committee on Expenditures on Public Buildings (50. Kongress). 1890 wurde er im achten Wahlbezirk von New York wiedergewählt und trat am 4. März 1891 die Nachfolge von John H. McCarthy an. Bei den Kongresswahlen des Jahres 1892 wurde er im neunten Wahlbezirk von New York in das US-Repräsentantenhaus gewählt, wo er am 4. März 1893 die Nachfolge von Amos J. Cummings antrat. Im Jahr 1894 erlitt er bei seiner Wiederwahlkandidatur eine Niederlage und schied nach dem 3. März 1895 aus dem Kongress aus.
Nach seiner Kongresszeit war er in New York City wieder als Anwalt tätig. Er verstarb dort am 7. April 1904 und wurde dann auf dem Calvary Cemetery in Woodside (Queens) beigesetzt.